# Crandall (Manitoba)
Pour les articles homonymes, voir Crandall.
Crandall est une communauté non incorporée du Manitoba située dans l'ouest de la province et faisant partie de la municipalité rurale de Miniota.

## Référence
- Profil de la municipalité de Miniota - Statistiques Canada
- (en) Profil de la communauté
- (en) La famille Crandell, fondateurs de Crandall - Archives du Manitoba